# 纜索 (加利福尼亞州)
纜索（英語：Cable）是位於美國加利福尼亞州克恩縣的一個非建制地區。該地的面積和人口皆未知。

## 地理
纜索的座標為35°10′09″N 118°28′34″W / 35.16917°N 118.47611°W，而該地的平均海拔高度為1088米（即3570英尺）。